# Pothanur
Pothanur es una ciudad y nagar Panchayat situada en el distrito de Namakkal en el estado de Tamil Nadu (India). Su población es de 18455 habitantes (2011).

## Demografía
Según el censo de 2011 la población de Pothanur era de 18455 habitantes, de los cuales 9254 eran hombres y 9201 eran mujeres. Pothanur tiene una tasa media de alfabetización del 82,27%, inferior a la media estatal del 80,09%: la alfabetización masculina es del 88,39%, y la alfabetización femenina del 76,12%.